# Caplacizumab
El caplacizumab (DCI; nombre comercial Cablivi) es un anticuerpo bivalente de dominio único (VHH) desarrollado específicamente para el tratamiento de la púrpura trombocitopénica trombótica (PTT) y la trombosis. Este fármaco fue creado por la empresa Ablynx NV.
El 30 de agosto de 2018, la Agencia Europea de Medicamentos (EMA) aprobó el uso de caplacizumab en la Unión Europea para el tratamiento de adultos que experimentan un episodio de púrpura trombocitopénica trombótica adquirida (PTTa), en combinación con el intercambio de plasma y la inmunosupresión.
Caplacizumab es una inmunoglobulina humanizada que actúa contra el factor de von Willebrand. Su mecanismo de acción consiste en bloquear la agregación plaquetaria, lo que ayuda a reducir el daño orgánico causado por la isquemia.
Los resultados del ensayo clínico TITAN de fase II han sido reportados, mostrando la eficacia del fármaco. Entre los efectos adversos más comunes se encuentran las reacciones en el lugar de la inyección, observadas en el 3-6% de los pacientes en los ensayos HERCULES y TITAN.
En febrero de 2019, la Administración de Alimentos y Medicamentos de los Estados Unidos (FDA) aprobó el caplacizumab-yhdp (nombre comercial Cablivi, desarrollado por Ablynx NV) para el tratamiento de adultos con púrpura trombocitopénica trombótica adquirida (aTTP). Este medicamento se utiliza en combinación con el recambio plasmático y el tratamiento inmunosupresor.
La FDA considera a caplacizumab-yhdp como un medicamento de primera clase, destacando su innovación en el tratamiento de la aTTP. A pesar de su adopción inicial en varias instituciones para el tratamiento de la PTT, se han planteado dudas sobre su rentabilidad.